# Papiro 10
O Papiro 10 ({\displaystyle {\mathfrak {P}}}10) é um antigo papiro do Novo Testamento que contém o primeiro capítulo da Epístola aos Romanos.